# Casa dos Azulejos (São Pedro da Aldeia)
A Casa dos Azulejos, localiza-se na cidade de São Pedro da Aldeia no estado do Rio de Janeiro. Trata-se de um imóvel em estilo colonial construído pela família do fazendeiro português de Feliciano Gonçalves Negreiro no ano de 1847. O material utilizado na construção foi argamassa de argila, conchas e óleo de baleia, com telhas do tipo que os escravos modelavam uma a uma sobre suas coxas, além de um revestimento em azulejos fabricados em Portugal, fato que tornou o imóvel característico e requintado. 
A residência, que lembra casas de fazenda e quintas portuguesas, possui 16 dependências, pátio interno com cisterna, quintal e um acesso a Laguna Araruama que se dá por uma escadaria e um portal também em estilo colonial.
O local foi considerado o único dotado de requinte e conforto adequados para recebimento de nobres viajantes, a casa recebeu ilustres visitantes e entre eles os herdeiros do trono do Império do Brasil, a Princesa Isabel e seu marido Gastão de Orléans, o Conde D'Eu.
De acordo com registros, após o falecimento de Feliciano Negreiro, os herdeiros venderam a casa com tudo o que tinha dentro para Dona Lina Pinheiro, mãe do coronel Felipe Pinheiro, quem viria a ser o primeiro prefeito de São Pedro da Aldeia, por 5 contos de réis, o equivalente na época a 3 escravos "de qualidade".
Em 2015, foi inaugurado um espaço cultural na Casa dos Azulejos, que foi completamente revitalizada, recebeu uma série de reparos e ganhou nova mobília histórica. Dentre as ações de recuperação da Casa estiveram a limpeza e pintura gerais, troca de telhas, consertos estruturais, jardinagem e paisagismo – uma série de reparos que colocaram o patrimônio aldeense apto à visitação. As ações receberam o aval do serviço do Patrimônio Histórico e Artístico Nacional, respeitando a estrutura original.
Valorizando os artistas locais, a Casa dos Azulejos agora abriga quadros do acervo municipal, expostos ao lado de retratos e registros que contam a história da família imperial e dos primeiros proprietários. Composto por mais de 10 cômodos, o imóvel conta com exposição de artefatos e móveis antigos de madeira maciça em estilo colonial português, dentre eles mesas, cadeiras e a célebre “cama da Princesa” em estilo Napoleão I, onde dormiu a Princesa Isabel e seu marido, o Conde d’Eu, durante visita à região em 1868. A Casa ganhou ainda novos mobiliários em estilo Chippendale, da década de 1950, cedidos pela família herdeira. Objetos como o oratório estilo D. João V, o relógio de pé que pertenceu à Câmara Municipal em 1892, a penteadeira estilo Napoleão I, a cristaleira de 1930 e o Canapé de palhinha estilo Luiz Felipe também são destaques da decoração.